# Elisabeth von Luxemburg (1922–2011)
Elisabeth Hilda Zita Marie Anna Antoinette Friederike Wilhelmine Louise von Luxemburg (* 22. Dezember 1922 auf Schloss Berg; † 22. November 2011 in Fischbach) war Prinzessin von Luxemburg, von Nassau und von Bourbon-Parma. Als zweites Kind der Großherzogin Charlotte von Luxemburg (1896–1985) und ihres Gatten Prinz Felix von Bourbon-Parma (1893–1970), eines Bruders der Kaiserin Zita von Österreich, war sie lange Zeit nach ihrem Bruder Jean bedingt die Nummer zwei der Thronfolge im Großherzogtum Luxemburg.

## Jugend
Vor dem bevorstehenden deutschen Einmarsch am 10. Mai 1940 floh die großherzogliche Familie über Südfrankreich nach Spanien und Portugal, von wo sie am 15. Juli mit dem Kreuzer Trenton, der vom US-amerikanischen Präsidenten Franklin D. Roosevelt zur Verfügung gestellt worden war, nach Amerika floh. Um die Neutralität der Vereinigten Staaten von Amerika zu respektieren, zog sie weiter nach Montreal in Kanada. Elisabeth und ihre Schwestern studierten am Collège Jésus-Marie de Sillery in der Nähe von Quebec City. Großherzogin Charlotte selbst ging mit Mitgliedern der Regierung nach London ins Exil. Prinz Felix, ihr ältester Sohn Prinz Jean sowie Prinzessin Elisabeth folgten ihr 1942 nach London. Nachdem bereits ihr Vater und Bruder seit September 1944 wieder in Luxemburg weilten, kehrte sie mit der restlichen Familie nach der Befreiung im April 1945 zurück.

## Hochzeit
Am 22. Dezember 1955 heiratete Prinzessin Elisabeth von Luxemburg Franz Ferdinand von Hohenberg, der am 13. September 1927 in Schloss Artstetten geboren worden war. Er war der älteste Sohn des Herzog Maximilian von Hohenberg (1902–1962) und der Elisabeth von Walburg zu Wolfegg und Waldsee (1904–1993) bzw. Enkelkind des Thronfolgers Franz Ferdinand und der Herzogin von Hohenberg, die beide 1914 in Sarajewo ermordet wurden. Die Hochzeit fand am 9. Mai 1956 im Mariendom statt. Das Ehepaar lebte anschließend auf Schloss Artstetten in Niederösterreich. Am 15. August 1977 verstarb Hohenberg und wurde in der Gruft von Schloss Artstetten begraben.

## Nachkommen und späteres Leben
Ihre beiden Töchter Anita (* 1958, die 1978 den französischen Grafen Romée de La Poeze d’Harambure heiratete) und Sophie (* 1960, die 1983 den belgischen Baron Jean Louis de Potesta ehelichte) wurden auf Schloss Berg in Luxemburg geboren. Nach dem Tod ihres Mannes wurde Prinzessin Elisabeth von Luxemburg Alleinerbin von Schloss Artstetten und übergab 1983 diesen Besitz ihrer ältesten Tochter Anita.

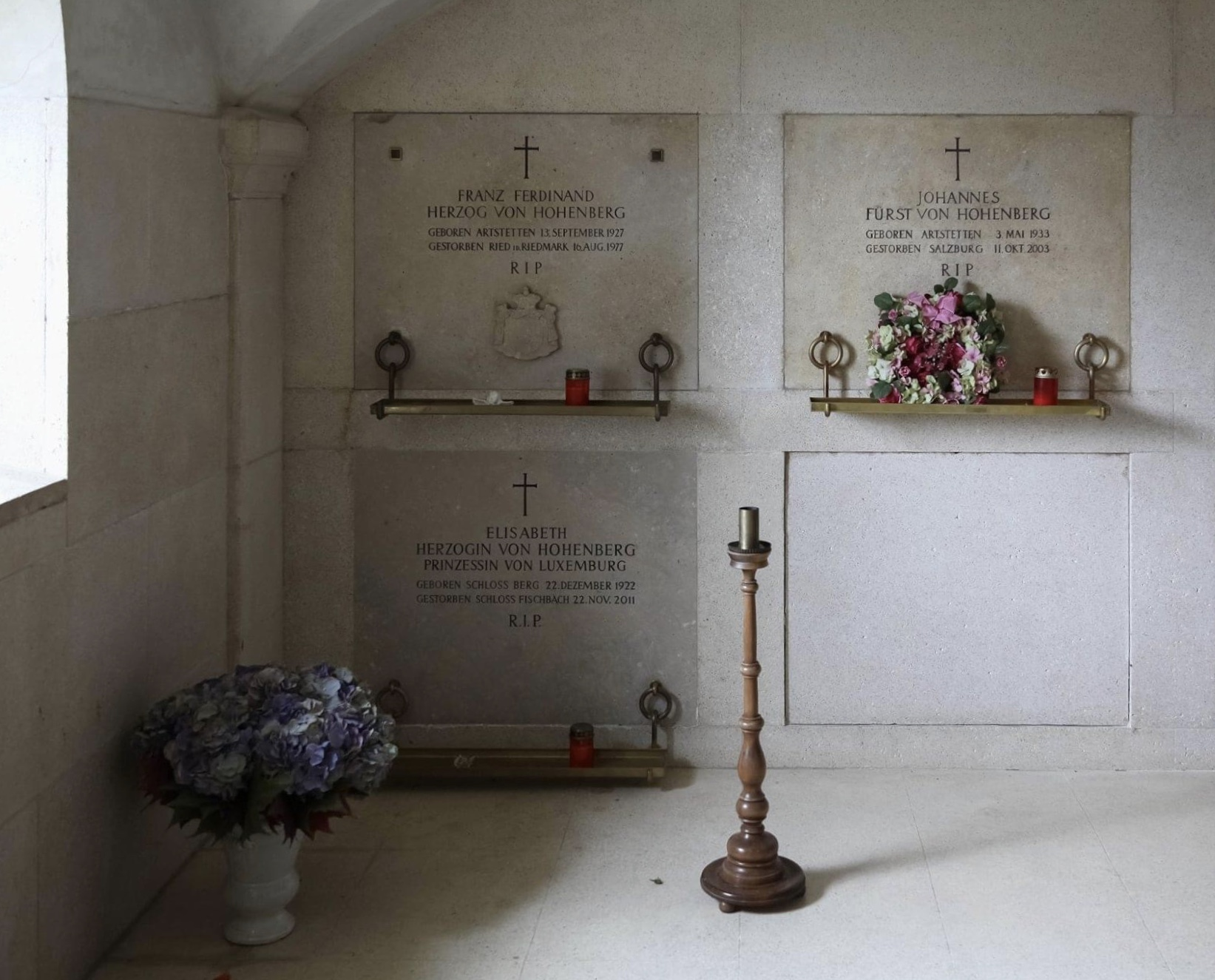
Gruft Schloss Artstetten, Sargnische von Elisabeth von Luxemburg (unten links)

Nach dem Tod der Großherzogin von Luxemburg 1985 residierte Prinzessin Elisabeth in Fischbach in Luxemburg. Von 1980 bis 1990 beteiligte sie sich laufend an offiziellen Veranstaltungen. Sie wurde als das „Gedächtnis“ der Familie betrachtet und residierte schließlich mit ihrem Bruder, dem Großherzog Jean, auf dem großherzoglichen Schloss Fischbach im Kanton Mersch. Sie starb am 22. November 2011 und wurde am 3. Dezember in der Hohenberg’schen Familiengruft in Schloss Artstetten bestattet.

## Ehrungen
Prinzessin Elisabeth war Trägerin des Großkreuzes des Militär- und Zivildienst-Ordens Adolphs von Nassau.